# Richardina fredericii
Richardina fredericii is een tienpotigensoort uit de familie van de Stenopodidae. De wetenschappelijke naam van de soort is voor het eerst geldig gepubliceerd in 1903 door Lo Bianco.